# Твердь небесна

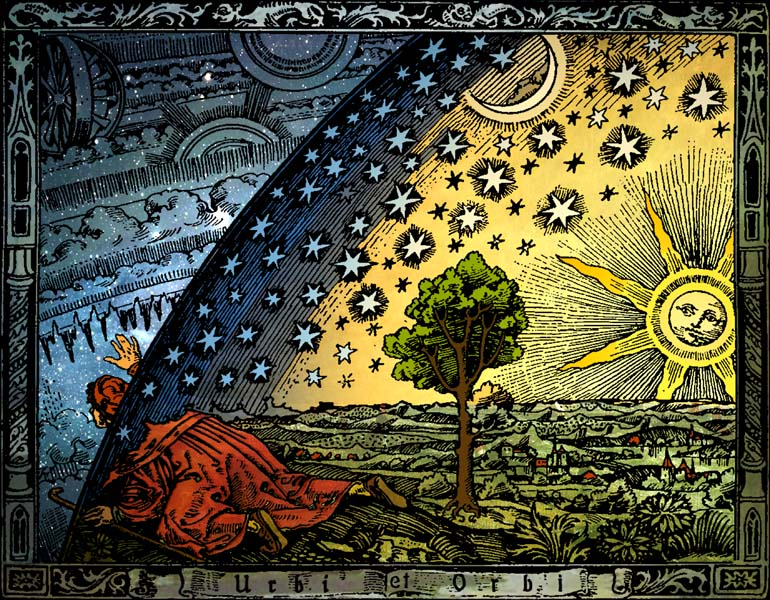
Ксилографія від Каміля Фламаріона: Л'Атмосфера — Метеорологія Популярна. Париж 1888 р.

Твердь небесна (івр. רקיע і грец. στερέωμα — твердь; небесне склепіння, небозвід) — у біблійній космології це структура вище від атмосфери, що сприймається як великий суцільний купол. Поняття бере коріння у вавилонській космології. Згідно з історією про створення світу у Книзі Буття Бог створив твердь небесну, щоб відокремити «води над» землею від «вод на» землі.

У християнську традицію слово прийшло через давньогрецьке στερέωμα  (стереома), що означає «щось усталене; стійкість; стабільність», тому історично поширився термін «твердь» або «твердь небесна». Латинське firmamentum, яке з'являється у Вульґаті, теж має значення «щось стійке і міцне». Єврейське רקיע (ракіа) походить від дієслова רקע (рака), що означає «вибивати, виковувати, розтягувати». Твердь корелюється з поняттям небозводу чи небесного склепіння у вавилонській космогонії та астрономії. 

## Біблійне вживання

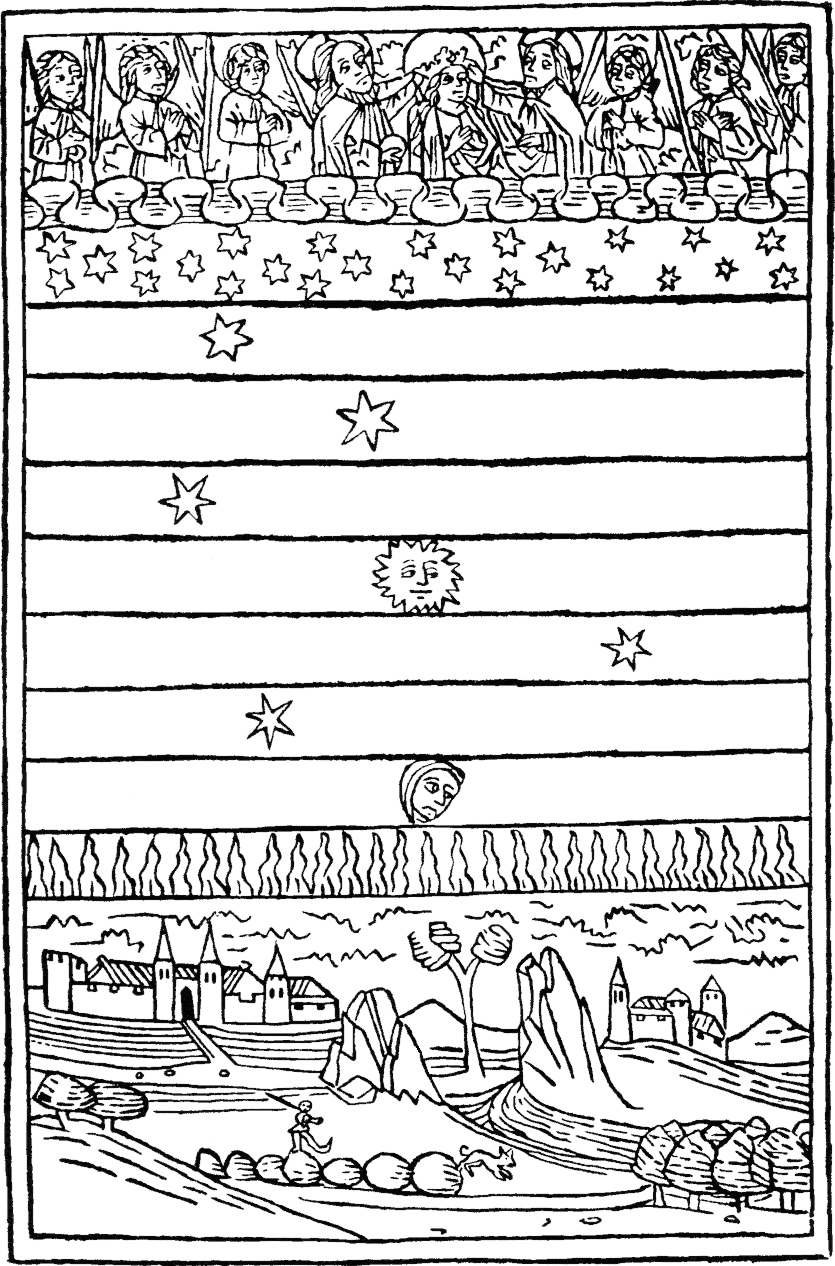
Сонце, планети і ангели, твердь небесна. Ксилографія 1475 року.

Твердь описано в Книзі Буття 1:6-8 в історії про створення світу:
|                                                 | 6 І сказав Бог: „Нехай станеться твердь посеред води, і нехай відділяє вона між водою й водою.“ 7 І Бог твердь учинив, і відділив воду, що під твердю вона, і воду, що над твердю вона. І сталося так. 8 І назвав Бог твердь: „Небо“. І був вечір, і був ранок — день другий. |
| — Біблія переклад І. Огієнка, Книга Буття 1:6–8 | |

|                                                        | 2 Небо звіщає про Божую славу, а про чин Його рук розказує небозві́д. |
| — Біблія переклад І. Огієнка, Псало́м Давидів 18 (19):2 |                                                                      |